# Resplendor
Resplendor é um município brasileiro no interior do estado de Minas Gerais, Região Sudeste do país. Localiza-se no Vale do Rio Doce e está situado a cerca de 440 km a leste da capital do estado. Ocupa uma área de 1 081,796 km², sendo que 2,8 km² estão em perímetro urbano, e sua população foi estimada em 17 612 habitantes em 2024.
A sede tem uma temperatura média anual de 23,4 °C e na vegetação original do município predomina a Mata Atlântica. Com 75% da população vivendo na zona urbana, a cidade contava, em 2009, com 15 estabelecimentos de saúde. O seu Índice de Desenvolvimento Humano (IDH) é de 0,670, classificado como médio em relação ao estado.
O povoamento do município teve início no final do século XIX, quando ocorreu a civilização dos índios Aimorés, primitivos habitantes da região, pelo francês Guido Marlière. As terras foram repassadas então a fazendeiros, que iniciaram o desenvolvimento da agricultura. Na década de 1910 a localidade passou a ser atendida pela Estrada de Ferro Vitória a Minas (EFVM), dando progresso à economia e ao desenvolvimento populacional, tendo o núcleo urbano se estabelecido ao redor da estação ferroviária. Em 1911 foi criado o distrito de Resplendor, pertencente a Caratinga, tendo se emancipado em 1938.
A agricultura foi por muito tempo a principal fonte de renda municipal, mais tarde substituída pela extração mineral. Um dos principais atrativos é o Parque Estadual de Sete Salões, uma das principais reservas ambientais de Mata Atlântica da região do Vale do Rio Doce, que possui um complexo de morros, matas, cachoeiras, e grutas com pinturas rupestres. Também se destaca o lago da barragem da Usina Hidrelétrica de Aimorés, no caminho do rio Doce, onde se tornou comum a prática de esportes aquáticos, náuticos e da pesca.

## História
O desbravamento da região do atual município de Resplendor teve início na segunda metade do século XIX. A região até então era habitada exclusivamente pelos índios aimorés, que resistiram fortemente às imposições dos forasteiros, ao contrário da maioria dos povos indígenas de outros lugares. No entanto, o francês Guido Marlière conseguiu obter a dominação da etnia. Por volta de 1880, o coronel Manoel Gonçalves de Morais Carvalho tomou posse de uma sesmaria, tendo repassado as terras a outros indivíduos e juntamente a estes deu início ao desenvolvimento da agricultura.
Dado o desenvolvimento populacional e econômico, pela lei estadual nº 556, de 30 de agosto de 1911, foi criado o distrito de Resplendor, subordinado a Caratinga, sendo transferido para o então recém-criado município de Aimorés em 18 de setembro de 1915. O nome recebido pela localidade era devido ao forte reflexo gerado por um morro ao ser iluminado pela luz do sol. No final da década de 1910 a localidade passou a ser atendida pela Estrada de Ferro Vitória a Minas (EFVM), dando progresso à economia local e colaborando com o desenvolvimento, tendo o núcleo urbano se estabelecido ao redor da estação ferroviária. O distrito se emancipou pelo decreto-lei estadual nº 148, de 17 de dezembro de 1938.
Quando emancipado, Resplendor era constituído de três distritos, além da sede, sendo eles Bom Jesus, Eme e Itueta. Bom Jesus foi renomeado para Bom Pastor em 31 de dezembro de 1943. Pela lei nº 336, de 27 de dezembro de 1948, foram criados os distritos de Santa Rita do Itueto (ex-povoado) e Calixto (a partir do povoado de Santo Antônio da Fortaleza), emancipou-se o distrito de Itueta e Eme passou a se chamar Independência. Em 12 de dezembro de 1953, foi criado o distrito de Nicolândia, a partir do povoado de Barra de Santa Cruz. Pela lei estadual nº 2.764, de 30 de dezembro de 1962, criou-se o distrito de Campo Alegre de Minas, enquanto que Santa Rita do Itueto foi elevado à categoria de município. A partir de então restaram cinco distritos: Bom Pastor, Calixto, Campo Alegre de Minas, Independência e Nicolândia, além do distrito-sede.
Em 1971, foi inaugurada a ponte sobre o rio Doce ligando as duas partes da cidade, a fim de servir à BR-259 na ocasião. Essa ponte vinha sendo planejada desde a década de 1930 e, antes da obra ser assumida pelo Departamento Nacional de Estradas de Rodagem (DNER) em 1968, chegou a ser iniciada duas vezes (a última pela prefeitura), mas desabou em ambas as tentativas. Com um total de 215 metros de extensão, na época era uma das pontes de concreto pretendido com o maior vão livre do Brasil, com 115 metros de vão central.

## Geografia
A área do município, segundo o Instituto Brasileiro de Geografia e Estatística (IBGE), é de 1 081,796 km², sendo que 2,8025 km² constituem a zona urbana. Situa-se a 19º°19'32" de latitude sul e 41°15'19" de longitude oeste e está a uma distância de 445 quilômetros a leste da capital mineira. Seus municípios limítrofes são Cuparaque e Goiabeira, a norte; Conselheiro Pena e Santa Rita do Itueto, a oeste; Itueta, a sul; e Pancas e Alto Rio Novo, no estado do Espírito Santo, a leste.
De acordo com a divisão regional vigente desde 2017, instituída pelo IBGE, o município pertence às Regiões Geográficas Intermediária de Governador Valadares e Imediata de Aimorés-Resplendor. Até então, com a vigência das divisões em microrregiões e mesorregiões, fazia parte da microrregião de Aimorés, que por sua vez estava incluída na mesorregião do Vale do Rio Doce.

### Relevo, hidrografia e meio ambiente

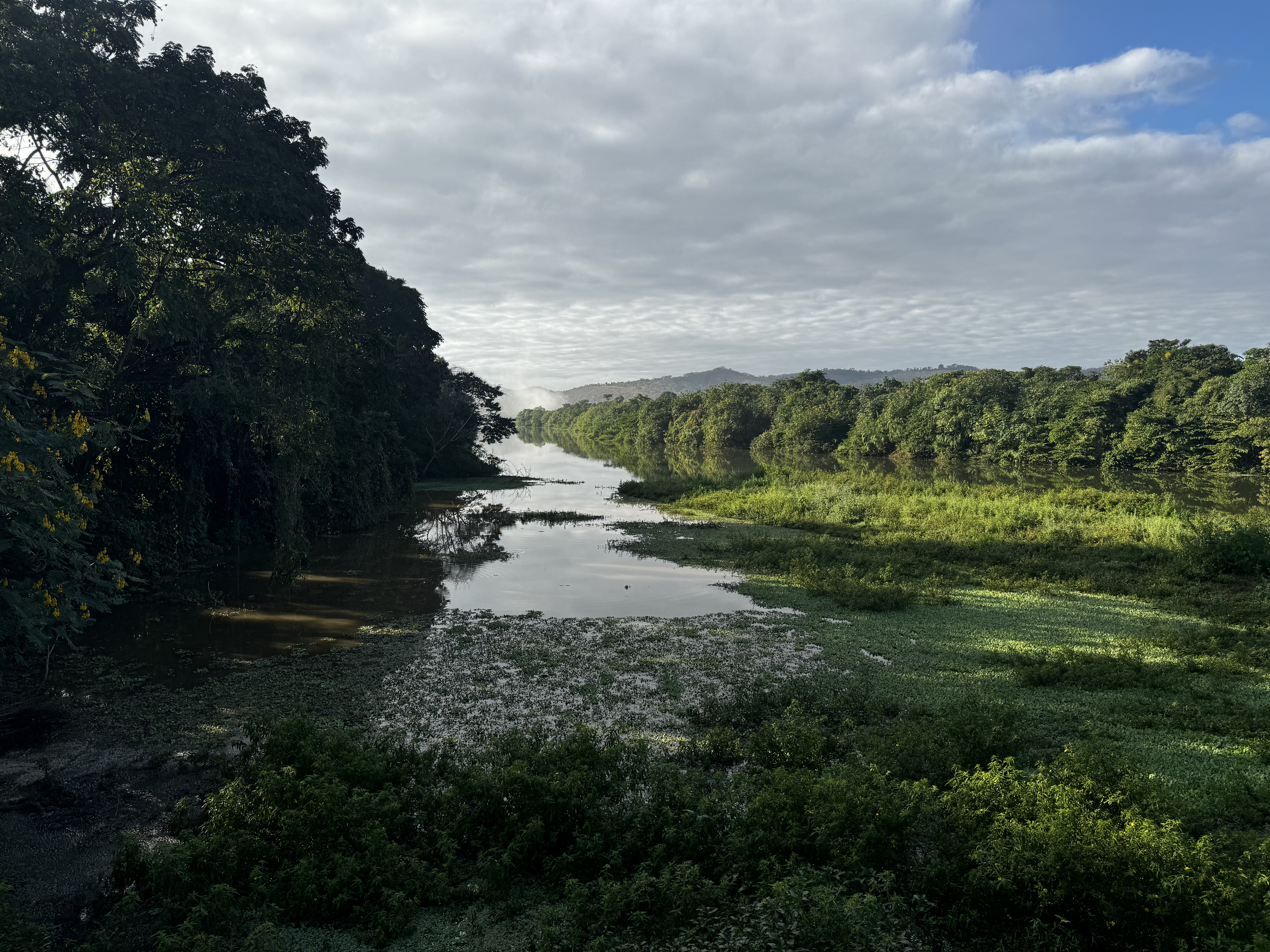
Trecho do rio Doce no município

O relevo do município de Resplendor é predominantemente acidentado. Em aproximadamente 50% do território resplendorense há o predomínio de terras acidentadas, enquanto que cerca de 30% é coberto por mares de morros e terrenos ondulados e 20% lugares aplainados. A altitude máxima encontra-se na Serra da Onça, que chega aos 1 159 metros, enquanto que a altitude mínima está na foz do córrego Vala Rufins, com 280 metros.
O principal rio que passa por Resplendor é o rio Doce, porém o território municipal é banhado por vários pequenos rios e córregos, sendo alguns deles o ribeirão Itueta e os córregos Vala Rufins, do Pião e Santaninha, fazendo parte da bacia do rio Doce. Por vezes, na estação das chuvas, os rios que cortam o município, principalmente o rio Doce, sofrem com a elevação de seus níveis, provocando enchentes em suas margens, o que exige a existência de um sistema de alerta contra enchentes eficaz. A cidade foi uma das mais afetadas pelas enchentes de 1979, que atingiram vários municípios do leste mineiro banhados pelo rio Doce e seus afluentes, e em 2003 fortes chuvas provocaram novamente grandes inundações nas proximidades dos rios. Atualmente existe uma série de estações pluviométricas e fluviométricas instaladas em Resplendor, que são administradas pela Companhia de Pesquisa de Recursos Minerais (CPRM) e que visam a alertar a população de uma possível enchente.
A vegetação predominante no município é a Mata Atlântica, sendo que os principais problemas ambientais presentes, segundo a prefeitura em 2010, eram o assoreamento de corpos d'água, a poluição hídrica, a redução do pescado, as queimadas e o desmatamento. Os setores mais afetados por esses empecilhos são a atividade pecuária e a atividade agrícola. A cidade conta, entretanto, com Conselho Municipal de Meio Ambiente, criado em 2005 e de caráter paritário. Uma das principais áreas de preservação ambiental situadas no município é o Parque Estadual de Sete Salões, que foi criado em 22 de setembro de 1998 e engloba ainda partes dos municípios de Santa Rita do Itueto, Conselheiro Pena e Itueta. Possui área total 12 520,90 ha. e é um dos maiores remanescente de Mata Atlântica do Vale do Rio Doce, estando associado a formações de campos rupestres e florestas de candeias.

### Clima
| Maiores acumulados diários de chuva registrados em Resplendor por meses | Maiores acumulados diários de chuva registrados em Resplendor por meses | Maiores acumulados diários de chuva registrados em Resplendor por meses | Maiores acumulados diários de chuva registrados em Resplendor por meses | Maiores acumulados diários de chuva registrados em Resplendor por meses | Maiores acumulados diários de chuva registrados em Resplendor por meses |
| Mês                                                                     | Acumulado                                                               | Data                                                                    | Mês                                                                     | Acumulado                                                               | Data                                                                    |
| ----------------------------------------------------------------------- | ----------------------------------------------------------------------- | ----------------------------------------------------------------------- | ----------------------------------------------------------------------- | ----------------------------------------------------------------------- | ----------------------------------------------------------------------- |
| Janeiro                                                                 | 167 mm                                                                  | 15/01/2003                                                              | Julho                                                                   | 49,7 mm                                                                 | 27/07/2014                                                              |
| Fevereiro                                                               | 134,5 mm                                                                | 11/02/1981                                                              | Agosto                                                                  | 46,6 mm                                                                 | 30/08/1990                                                              |
| Março                                                                   | 126,3 mm                                                                | 11/03/1973                                                              | Setembro                                                                | 60,3 mm                                                                 | 14/09/1941                                                              |
| Abril                                                                   | 121 mm                                                                  | 14/04/1980                                                              | Outubro                                                                 | 116,7 mm                                                                | 23/10/1999                                                              |
| Maio                                                                    | 45,8 mm                                                                 | 27/05/2022                                                              | Novembro                                                                | 113 mm                                                                  | 30/11/1997                                                              |
| Junho                                                                   | 41,9 mm                                                                 | 13/06/2009                                                              | Dezembro                                                                | 131 mm                                                                  | 24/12/2013                                                              |
| Fonte: Agência Nacional de Águas e Saneamento Básico (ANA)              |                                                                         |                                                                         |                                                                         |                                                                         |                                                                         |

O clima resplendorense é caracterizado, segundo o IBGE, como tropical quente semiúmido (tipo Aw segundo Köppen), tendo temperatura média anual de 23,4 °C com invernos secos e amenos e verões chuvosos e com temperaturas elevadas. O mês mais quente, fevereiro, tem temperatura média de 25,8 °C, sendo a média máxima de 31,4 °C e a mínima de 20,2 °C. E o mês mais frio, julho, de 20,5 °C, sendo 27 °C e 14 °C as médias máxima e mínima, respectivamente. Outono e primavera são estações de transição.
A precipitação média anual é de 1 252,9 mm, sendo julho o mês mais seco, quando ocorrem apenas 16 mm. Em dezembro, o mês mais chuvoso, a média fica em 222,6 mm. Nos últimos anos, entretanto, os dias quentes e secos durante o inverno têm sido cada vez mais frequentes, não raro ultrapassando a marca dos 30 °C, especialmente entre julho e setembro. Em agosto de 2010, por exemplo, a precipitação de chuva em Resplendor não passou dos 0 mm. Durante a época das secas e em longos veranicos em pleno período chuvoso também são comuns registros de queimadas em morros e matagais, principalmente na zona rural da cidade, o que contribui com o desmatamento e com o lançamento de poluentes na atmosfera, prejudicando ainda a qualidade do ar.
Segundo dados da Companhia de Pesquisa de Recursos Minerais (CPRM), desde 1940 o maior acumulado de chuva registrado em 24 horas em Resplendor foi de 167 mm no dia 15 de janeiro de 2003. Outros grandes acumulados foram de 134,5 mm em 11 de fevereiro de 1981, 131 mm em 24 de dezembro de 2013 e 126,3 mm em 11 de março de 1973. De acordo com o Instituto Nacional de Pesquisas Espaciais (INPE), Resplendor é o 807º colocado no ranking de ocorrências de descargas elétricas no estado de Minas Gerais, com uma média anual de 0,982 raios por quilômetro quadrado.
| Dados climatológicos para Resplendor | Dados climatológicos para Resplendor | Dados climatológicos para Resplendor | Dados climatológicos para Resplendor | Dados climatológicos para Resplendor | Dados climatológicos para Resplendor | Dados climatológicos para Resplendor | Dados climatológicos para Resplendor | Dados climatológicos para Resplendor | Dados climatológicos para Resplendor | Dados climatológicos para Resplendor | Dados climatológicos para Resplendor | Dados climatológicos para Resplendor | Dados climatológicos para Resplendor |
| Mês                                  | Jan                                  | Fev                                  | Mar                                  | Abr                                  | Mai                                  | Jun                                  | Jul                                  | Ago                                  | Set                                  | Out                                  | Nov                                  | Dez                                  | Ano                                  |
| ------------------------------------ | ------------------------------------ | ------------------------------------ | ------------------------------------ | ------------------------------------ | ------------------------------------ | ------------------------------------ | ------------------------------------ | ------------------------------------ | ------------------------------------ | ------------------------------------ | ------------------------------------ | ------------------------------------ | ------------------------------------ |
| Temperatura máxima média (°C)        | 31,1                                 | 31,4                                 | 31,4                                 | 29,9                                 | 28,4                                 | 27,3                                 | 27                                   | 27,8                                 | 28,1                                 | 29,1                                 | 29,7                                 | 30,1                                 | 29,2                                 |
| Temperatura mínima média (°C)        | 19,9                                 | 20,2                                 | 20,1                                 | 18,4                                 | 16,4                                 | 14,4                                 | 14                                   | 15,1                                 | 16,6                                 | 18,7                                 | 19,6                                 | 20                                   | 17,7                                 |
| Precipitação (mm)                    | 216,6                                | 116,1                                | 146,7                                | 73,1                                 | 42,2                                 | 18,4                                 | 16                                   | 21,8                                 | 54,5                                 | 131,8                                | 193,1                                | 222,6                                | 1 252,9                              |
| Fonte: Somar Meteorologia            |                                      |                                      |                                      |                                      |                                      |                                      |                                      |                                      |                                      |                                      |                                      |                                      |                                      |

## Demografia
Em 2022, a população foi estimada em 17 226 habitantes pelo censo daquele ano, realizado pelo Instituto Brasileiro de Geografia e Estatística (IBGE). Em 2010, a população era de 17 089 habitantes. Segundo o censo de 2010, 8 369 habitantes eram homens e 8 720 habitantes mulheres. Ainda segundo o mesmo censo, 12 832 habitantes viviam na zona urbana e 4 257 na zona rural. Da população total, 3 949 habitantes (23,11%) tinham menos de 15 anos de idade, 11 179 habitantes (65,42%) tinham de 15 a 64 anos e 1 961 pessoas (11,48%) possuíam mais de 65 anos, sendo que a esperança de vida ao nascer era de 75,0 anos e a taxa de fecundidade total por mulher era de 1,9.

Igreja Matriz de Sant'Ana, da paróquia homônima.

Em 2010, segundo dados do censo do IBGE daquele ano, a população resplendorense era composta por 6 340 brancos (37,10%); 1 285 negros (7,52%); 187 amarelos (1,09%); 8 903 pardos (52,10%) e 374 indígenas (2,19%). Considerando-se a região de nascimento, 41 eram nascidos na Região Norte (0,24%), 121 na Região Nordeste (0,71%), 16 800 no Sudeste (98,31%), 34 no Sul (0,20%) e dez no Centro-Oeste (0,06%). 15 452 habitantes eram naturais do estado de Minas Gerais (90,42%) e, desse total, 12 406 eram nascidos em Resplendor (72,60%). Entre os 1 637 naturais de outras unidades da federação, Espírito Santo era o estado com maior presença, com 1 035 pessoas (6,06%), seguido pelo Rio de Janeiro, com 244 residentes (1,51%), e por São Paulo, com 69 habitantes residentes no município (0,40%).
O Índice de Desenvolvimento Humano Municipal (IDH-M) de Resplendor é considerado médio pelo Programa das Nações Unidas para o Desenvolvimento (PNUD), sendo que seu valor é de 0,670 (o 2663º maior do Brasil). A cidade possui a maioria dos indicadores próximos à média nacional segundo o PNUD. Considerando-se apenas o índice de educação o valor é de 0,543, o valor do índice de longevidade é de 0,833 e o de renda é de 0,666. De 2000 a 2010, a proporção de pessoas com renda domiciliar per capita de até meio salário mínimo reduziu em 29,2% e em 2010, 80,1% da população vivia acima da linha de pobreza, 11,4% encontrava-se na linha da pobreza e 8,5% estava abaixo e o coeficiente de Gini, que mede a desigualdade social, era de 0,67, sendo que 1,00 é o pior número e 0,00 é o melhor. A participação dos 20% da população mais rica da cidade no rendimento total municipal era de 56,5%, ou seja, 15,7 vezes superior à dos 20% mais pobres, que era de 3,6%.
De acordo com dados do censo de 2010 realizado pelo IBGE, a população de Resplendor está composta por: 8 298 católicos (48,55%), 6 586 evangélicos (38,54%), 1 882 pessoas sem religião (11,02%), 34 espíritas (0,20%) e 1,69% estão divididas entre outras religiões. A Paróquia Sant'Ana, subordinada à Diocese de Governador Valadares, abrange o território municipal e sua sede é a Igreja Matriz de Sant'Ana.

## Política e administração
A administração municipal se dá pelos Poderes Executivo e Legislativo. O Executivo é exercido pelo prefeito, auxiliado pelo seu gabinete de secretários. O atual prefeito é Nemias Martins, do PL, eleito nas eleições municipais de 2024 com 53,92 % dos votos válidos e empossado em 1º de janeiro de 2025, ao lado de Clebinho Leal  como vice-prefeito. O Poder Legislativo, por sua vez, é constituído pela câmara municipal, composta por onze vereadores. Cabe à casa elaborar e votar leis fundamentais à administração e ao Executivo, especialmente o orçamento participativo (Lei de Diretrizes Orçamentárias).
Em complementação ao processo Legislativo e ao trabalho das secretarias, existem também conselhos municipais em atividade, entre os quais dos direitos da criança e do adolescente e tutelar, criados em 1993. Resplendor se rege por sua lei orgânica e abriga uma comarca do Poder Judiciário estadual, de primeira entrância, tendo como termo o município de Itueta. O município possuía, em outubro de 2024, 12 911 eleitores, de acordo com o Tribunal Superior Eleitoral (TSE), o que representa 0,086% do eleitorado mineiro.

## Distritos
| Distrito                   | Código IBGE | Habitantes (2022) | Domicílios particulares (2022) |            |           |     |     |
| -------------------------- | ----------- | ----------------- | ------------------------------ | ---------- | --------- | --- | --- |
| Distrito                   | Código IBGE | Habitantes (2022) | Domicílios particulares (2022) | Bom Pastor | 315430910 | 380 | 141 |
| Calixto                    | 315430915   | 1 604             | 619                            |            |           |     |     |
| Campo Alegre de Minas      | 315430920   | 670               | 262                            |            |           |     |     |
| Independência              | 315430925   | 1 626             | 573                            |            |           |     |     |
| Nicolândia                 | 315430930   | 752               | 293                            |            |           |     |     |
| Resplendor (distrito-sede) | 315430905   | 12 194            | 4 716                          |            |           |     |     |

## Economia
No Produto Interno Bruto (PIB) de Resplendor, destacam-se a agropecuária e a área de prestação de serviços, com relevante participação da extração mineração. De acordo com dados do IBGE, relativos a 2011, o PIB do município era de R$ 192 413 mil. 12 570 mil reais eram de impostos sobre produtos líquidos de subsídios a preços correntes e o PIB per capita era de R$ 11 253,52. Em 2010, 53,51% da população maior de 18 anos era economicamente ativa, enquanto que a taxa de desocupação era de 6,99%.
Salários juntamente com outras remunerações somavam 29 390 mil reais e o salário médio mensal de todo município era de 1,9 salários mínimos. Havia 402 unidades locais e 393 empresas atuantes. Segundo o IBGE, 70,69% das residências sobreviviam com menos de salário mínimo mensal por morador (4 073 domicílios), 18,58% sobreviviam com entre um e três salários mínimos para cada pessoa (1 070 domicílios), 2,67% recebiam entre três e cinco salários (154 domicílios), 1,77% tinham rendimento mensal acima de cinco salários mínimos (102 domicílios) e 6,30% não tinham rendimento (363 domicílios).
Setor primário
| Produção de milho, cana-de-açúcar e mandioca (2011) | Produção de milho, cana-de-açúcar e mandioca (2011) | Produção de milho, cana-de-açúcar e mandioca (2011) |
| --------------------------------------------------- | --------------------------------------------------- | --------------------------------------------------- |
| Produto                                             | Área colhida (hectares)                             | Produção (tonelada)                                 |
| Milho                                               | 2 240                                               | 4 032                                               |
| Cana-de-açúcar                                      | 70                                                  | 3 360                                               |
| Mandioca                                            | 56                                                  | 756                                                 |

A pecuária e a agricultura representam o setor menos relevante na economia de Resplendor. Em 2011, de todo o PIB da cidade, 25 789 mil reais era o valor adicionado bruto da agropecuária, enquanto que em 2010, 28,67% da população economicamente ativa do município estava ocupada no setor. Segundo o IBGE, em 2012 o município possuía um rebanho de 23 asininos, 89 882 bovinos, seis bubalinos, 247 caprinos, 1 618 equinos, 299 muares, 694 ovinos, 1 264 suínos e 16 329 aves, entre estas 6 094 galinhas e 10 235 galos, frangos e pintinhos. Neste mesmo ano a cidade produziu 18 713 mil litros de leite de 17 571 vacas, 34 mil dúzias de ovos de galinha e 455 quilos de mel de abelha.
Na lavoura temporária são produzidos principalmente o milho (4 032 toneladas produzidas e 2 240 hectares cultivados), a cana-de-açúcar (3 360 toneladas e 70 hectares) e a mandioca (756 toneladas e 56 hectares), além do arroz, da batata-doce e do feijão. Já na lavoura permanente destacam-se o café (604 toneladas produzidas e 818 hectares cultivados), a manga (520 toneladas produzidas e 51 hectares cultivados) e a banana (375 toneladas e 30 hectares), além do abacate, do coco-da-baía, da goiaba, da laranja, do limão, do mamão e da tangerina.
Setores secundário e terciário
A indústria, em 2011, era o segundo setor mais relevante para a economia do município. 45 781 reais do PIB municipal eram do valor adicionado bruto do setor secundário. A produção industrial é incipiente na cidade, mesmo que comece a dar sinais de aprimoramento, sendo resumida principalmente à fabricação de produtos alimentícios e à extração mineral. Na década de 1950 foi encontrada em Resplendor a maior água-marinha do mundo que, devido à sua beleza foi denominada "Martha Rocha", a Miss Universo da época. A pedra alavancou a exploração das terras municipais, em busca de minerais preciosos. Segundo estatísticas do ano de 2010, 0,53% dos trabalhadores de Resplendor estavam ocupados no setor industrial extrativo e 7,22% na indústria de transformação.
O comércio também está presente em Resplendor desde a época do estabelecimento dos primeiros moradores, no final do século XIX, sendo favorecido pela implantação da Estrada de Ferro Vitória a Minas (EFVM) na década de 1910, atraindo consumidores de outras cidades e favorecendo as vendas da produção da agricultura e indústria. Em 2010, 7,22% da população ocupada estava empregada no setor de construção, 0,51% nos setores de utilidade pública, 14,81% no comércio e 36,16% no setor de serviços e em 2011, 108 273 reais do PIB municipal eram do valor adicionado bruto do setor terciário.

## Infraestrutura

### Habitação e criminalidade
No ano de 2010 a cidade tinha 5 762 domicílios particulares permanentes. Desse total, 5 251 eram casas, 491 eram apartamentos, 18 eram habitações em casa de cômodos ou cortiços e dois eram habitações em casas de vila ou em condomínios. Do total de domicílios, 3 776 são imóveis próprios (3 682 já quitados e 94 em aquisição); 1 067 foram alugados; 900 foram cedidos (371 cedidos por empregador e 529 cedidos de outra forma) e 19 foram ocupados de outra maneira. Parte dessas residências conta com água tratada, energia elétrica, esgoto, limpeza urbana, telefonia fixa e telefonia celular. 4 431 domicílios eram atendidos pela rede geral de abastecimento de água (77,07% do total); 5 652 (98,09%) possuíam banheiros para uso exclusivo das residências; 4 384 (76,08% deles) eram atendidos por algum tipo de serviço de coleta de lixo; e 5 690 (98,75%) possuíam abastecimento de energia elétrica.
A criminalidade ainda é um problema presente em Resplendor. Entre 2006 e 2008, a taxa de homicídios no município foi de 30,4 para cada 100 mil habitantes, ficando no 29° lugar a nível estadual e no 473° lugar a nível nacional. O índice de suicídios naquele ano para cada 100 mil habitantes foi de 1,9, sendo o 286° a nível estadual e o 2196° a nível nacional. Já em relação à taxa de óbitos por acidentes de transito, o índice foi de 17,1 para cada 100 mil habitantes, ficando no 152° a nível estadual e no 1352° lugar a nível nacional.

### Saúde e educação
Em 2009, o município possuía 15 estabelecimentos de saúde entre hospitais, pronto-socorros, postos de saúde e serviços odontológicos, sendo dez deles públicos e pertencentes à rede municipal e cinco privados. Do total de estabelecimentos, 12 eram integrantes do Sistema Único de Saúde (SUS) e havia 77 leitos para internação; todos nos estabelecimentos privados. Em 2012, 90,2% das crianças menores de 1 ano de idade estavam com a carteira de vacinação em dia. Em 2011, foram registrados 219 nascidos vivos, sendo que o índice de mortalidade infantil neste ano foi de 32,0 óbitos de crianças menores de cinco anos de idade a cada mil nascidos. Em 2010, 8,31% das mulheres de 10 a 17 anos tiveram filhos (todas acima dos 15 anos) e a taxa de atividade entre meninas de 10 a 14 anos era de 6,23%. 2 188 crianças foram pesadas pelo Programa Saúde da Família em 2012, sendo que 0,6% do total estavam desnutridas.
Na área da educação, o Índice de Desenvolvimento da Educação Básica (IDEB) médio entre as escolas públicas de Resplendor era, no ano de 2011, de 4,7 (numa escala de avaliação que vai de nota 1 a 10), sendo que a nota obtida por alunos do 5º ano (antiga 4ª série) foi de 4,9 e do 9º ano (antiga 8ª série) foi de 4,6; o valor das escolas públicas de todo o Brasil era de 4,0. Em 2010, 2,87% das crianças com faixa etária entre sete e quatorze anos não estavam cursando o ensino fundamental. A taxa de conclusão, entre jovens de 15 a 17 anos, era de 46,3% e o percentual de alfabetização de jovens e adolescentes entre 15 e 24 anos era de 98,2%. A distorção idade-série entre alunos do ensino fundamental, ou seja, com com idade superior à recomendada, era de 26,2% para os anos iniciais e 34,4% nos anos finais e, no ensino médio, a defasagem chegava a 25,6%. Dentre os habitantes de 18 anos ou mais, 37,71% tinham completado o ensino fundamental e 22,38% o ensino médio, sendo que a população tinha em média 7,99 anos esperados de estudo.
Em 2010, de acordo com dados da amostra do censo demográfico, da população total, 4 638 habitantes frequentavam creches e/ou escolas. Desse total, 4 638 frequentavam creches, 366 estavam no ensino pré-escolar, 485 na classe de alfabetização, 259 na alfabetização de jovens e adultos, 2 146 no ensino fundamental, 596 no ensino médio, 242 na educação de jovens e adultos do ensino fundamental, 139 na educação de jovens e adultos do ensino médio, 44 na especialização de nível superior, 263 em cursos superiores de graduação, onze faziam mestrado e cinco frequentavam doutorado. 12 451 pessoas não frequentavam unidades escolares, sendo que 2 816 nunca haviam frequentado e 9 635 haviam frequentado alguma vez. O município contava, em 2012, com aproximadamente 3 414 matrículas nas instituições de ensino da cidade. Segundo o IBGE, neste mesmo ano, das doze escolas do ensino fundamental, três pertenciam à rede pública municipal, sete à rede pública estadual e duas às redes particulares. Dentre as escolas de ensino médio, uma pertencia à rede pública estadual e uma era escola privada.
| Ensino pré-escolar | 397   | 24  | 11 |
| Ensino fundamental | 2 471 | 156 | 12 |
| Ensino médio       | 546   | 35  | 1  |

### Comunicação e serviços básicos

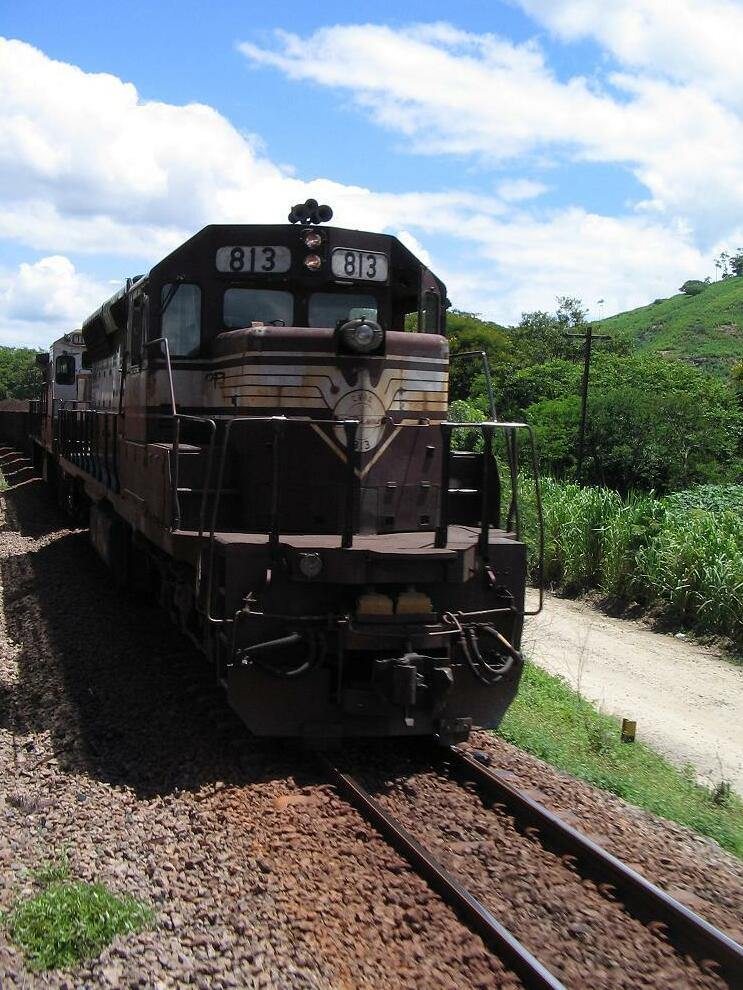
Trem da Vale em Resplendor

O código de área (DDD) de Resplendor é 033 e o Código de Endereçamento Postal (CEP) vai de 35230-000 a 35239-999. No dia 10 de novembro de 2008 o município passou a ser servido pela portabilidade, juntamente com outros municípios com o mesmo DDD. A portabilidade é um serviço que possibilita a troca da operadora sem a necessidade de se trocar o número do aparelho.
A responsável pelo serviço de abastecimento de energia elétrica é a Companhia Energética de Minas Gerais (Cemig). Segundo a empresa, em 2003 havia 6 249 consumidores e foram consumidos 14 352 771 KWh de energia. O serviço de coleta de esgoto é feito pela própria prefeitura, enquanto que o abastecimento de água da cidade é feito pela Companhia de Saneamento de Minas Gerais (Copasa), sendo que em 2008 havia 6 005 unidades consumidoras e eram distribuídos em média 2 067 m³ de água tratada por dia. Em agosto de 2008 foi inaugurado o aterro sanitário de Resplendor, que é o destino do lixo doméstico coletado na cidade e conta com cerca de 30 hectares.

### Transportes
A frota municipal no ano de 2012 era de 5 561 veículos, sendo 2 145 automóveis, 222 caminhões, sete caminhões-trator, 459 caminhonetes, 54 caminhonetas, 35 micro-ônibus, 2 109 motocicletas, 421 motonetas, 37 ônibus, sete tratores de rodas, oito utilitários e 57 classificados como outros tipos de veículos. A rodovias que cortam o município são a BR-259, que começa em João Neiva, no Espírito Santo, passa por Governador Valadares e termina em Felixlândia, na região central mineira, e liga Resplendor e outras cidades à BR-381 e, posteriormente, às regiões do Vale do Aço e de Belo Horizonte; e a MG-422, que começa em Cuparaque, na divisa com o Espírito Santo, e termina na BR-259, próxima ao distrito de Calixto.
No começo do século XX, o então pequeno povoado, pertencente a Caratinga, passou a ter transporte ferroviário, sendo atendido pela Estrada de Ferro Vitória a Minas (EFVM), cujas obras de construção deram progresso à economia local e colaboraram com o desenvolvimento da região. O núcleo urbano estabeleceu-se ao redor da estação ferroviária, inaugurada em 1º de maio de 1908, oferecendo desde então transporte de passageiros com saídas diárias para Belo Horizonte e Vitória ou outras cidades que possuam estações.

## Cultura

### Manifestações culturais e instituições
Resplendor conta com um conselho de preservação do patrimônio, criado em 2007 e de caráter deliberativo, normativo e fiscalizador, e legislação municipal de proteção ao patrimônio cultural. Dentre os espaços culturais, destaca-se a existência de bibliotecas mantidas pelo poder público municipal, um museu, centro cultural, clubes, associações recreativas e estádios ou ginásios poliesportivos, segundo o IBGE em 2005 e 2012. Também há existência de grupos artísticos de manifestações tradicionais populares, artesanato, capoeira, bandas e coral, de acordo com o IBGE em 2012.
A prefeitura mantém vínculo com outros municípios com objetivo de elaborar e executar projetos ou ações na área de cultura. O artesanato é uma das formas mais espontâneas da expressão cultural resplendorense, sendo que, segundo o IBGE, as principais atividades artesanais desenvolvida em Resplendor são o bordado e trabalhos envolvendo madeira.
Dentre os eventos, destacam-se as festas juninas, entre junho e julho, que são realizadas anualmente e contam com shows com bandas locais, barracas com comidas típicas e apresentações de quadrilha; a Festa de Santa Ana, padroeira municipal, celebrada anualmente na semana de seu dia, 26 de julho; a Festa Rural de Resplendor, realizada desde 1983, contando com exposições, cavalgadas e shows musicais com bandas regionais ou conhecidas nacionalmente, sendo que em algumas edições atrai mais de 20 mil pessoas durante os dias do evento; a Festa da Primavera e do Boi Pintadinho, com o desfile do boi pintadinho; e o Encontro Náutico de Resplendor, organizado desde 2007, com exibições de manobras com jet skis sobre as águas do rio Doce.

### Atrativos
Resplendor faz parte do Circuito Turístico Trilhas do Rio Doce, que foi criado em 22 de agosto de 2005 pela Secretaria de Estado de Turismo com o objetivo de estimular o turismo na região das cidades integrantes. Um dos principais atrativos turísticos do município é o Parque Estadual de Sete Salões, que além de ser uma das principais reservas ambientais de Mata Atlântica na região do Vale do Rio Doce, possui um complexo de morros, matas e cachoeiras, além da Gruta dos Sete Salões, com pinturas rupestres. Muitos dos atrativos do parque são abertos ao público, sendo interligados por trilhas. Também se destaca o conjunto paisagístico formado pelo lago da barragem da Usina Hidrelétrica de Aimorés, no caminho do rio Doce, onde se tornou comum a prática de esportes aquáticos, náuticos e da pesca e a apreciação das paisagens formadas pelo curso hidrográfico em meio ao relevo ondulado, principalmente durante o pôr do sol.

### Feriados
Em Resplendor há três feriados municipais e oito feriados nacionais, além dos pontos facultativos. Os feriados municipais são o dia da Nossa Senhora de Fátima, comemorado em 13 de maio; o dia de Santa Ana, padroeira da cidade, celebrado em 26 de julho; e o dia do evangélico, em 31 de outubro. De acordo com a lei federal nº 9.093, aprovada em 12 de setembro de 1995, os municípios podem ter no máximo quatro feriados municipais com âmbito religioso, já incluída a Sexta-Feira Santa.